# Сменено дете
Сменено дете е легендарно същество в западноевропейския фолклор. Обикновено е описвано като дете на фея, трол, елф или друго легендарно същество, което тайно е оставено на мястото на човешко дете. Сменено дете също така може да е пън, омагьосано парче дърво, което скоро се разболява и умира.
Човешкото дете може да е взето поради много причини: за да е роб, заради любовта на човешкото дете или от злоба. Най-често е смятано, че феите сменят децата. Някои норвежки истории твърдят, че смяната е направена, за да се предотвратят браковете между хората и троловете. В някои редки случаи, най-старите феи са били заменяни с човешки бебета, за да могат да живеят в удобство. Прости магии, като обърнато палто или разтворени железни ножици, оставени където децата спят, можело да ги предпази. Най-добрият начин да се отървеш от сменено дете е да го заплашиш с желязо.

## „Сменени деца“ в историческите архиви
Истински деца понякога са били мислени за сменени деца от суеверните и следователно са били малтретирани или убивани.
Два случая от 19 век са свързани с вярването за сменени деца. През 1826, Ан Роч е изкъпала Майкъл Лийхи, четиригодишно момче, което не е можело да говори или да стои, три пъти във Флеск; момчето се е удавило на третия път. Жената се е кълняла, че се е опитвала да изкара феята от него и съдиите са я обвинили в убийство. През 90-те години на 19 век в Ирландия Бриджит Клиъри е убита от няколко души, включително мъжа ѝ и братовчедите ѝ, малко след като е боледувала (вероятно от пневмония). Местният разказвач на истории Джак Дън обвинил Бриджит, че е сменено дете на фея. Спорно е дали мъжът ѝ, Майкъл, наистина е вярвал, че е фея – много хора вярват, че си е измислил, че е фея, след като я е убил в акт на ярост. Убийците са обвинени в непредумишлено убийство вместо убийство, след като дори след смъртта ѝ те твърдели, че са били убедени, че са убили сменено дете, а не Бриджит Клиъри.